# Vulkan
 Ovo je glavno značenje pojma Vulkan. Za druga značenja pogledajte Vulkan (razdvojba).
Vulkan je geološki oblik (najčešće planina, no također ima i podmorskih vulkana) gdje lava izlazi na površinu Zemljine kore. Vulkani bitno utječu na oblikovanje Zemljinog reljefa. Na Zemlji, najčešće se susreću na rubovima litosfernih ploča. Vulkan može biti aktivan ili neaktivan, ovisno o njegovim erupcijama i tektonskoj aktivnosti u njegovoj blizini. Najistaknutiji dio vulkana je vulkanska kupola koja se neprestano povećava. Na vrhu kupole se nalazi krater, a vezu između kratera i vulkanskog ognjišta čini vulkanski kanal. Naziv "vulkan" potječe od rimskog boga Vulkana, boga vatre i vulkana. Proučavanjem vulkana se bavi vulkanologija.
Prodor magme može se dogoditi iz više razloga kao što su tektonski utjecaji i promjene dubinskog tlaka koji je guraju, visoka temperatura (600 do 1200 °C) koja povećava pokretljivost magme te tali stijene ili zbog plinova i para koji povećavaju uzgon magme. Magmu na površini Zemlje nazivamo lava.
Lava može izbijati na površinu na dva načina:
1. Izlijevanjem - magma izbija polagano i jednolično, zbog čega nastaju bazaltni pokrovi primjeri: SAD, poluotok Dekan, Kamčatka, Island, tj. takozvani havajski tip vulkana. Ovakav tip erupcija javlja se u slučaju bazičnih magmi, s malom količinom volatila;
2. Erupcijom - eksplozivno, nastaje zbog velike količine nakupljenih plinova i vodene pare. Popraćeni su potresima, a zabilježeni su i slučajevi katastrofalnih posljedica za okolinu. (St. Helens 1980. g, Krakatau 1883. g, Mont Pele 1902. g)., azijski tip vulkana. Javlja se u slučaju magme s puno volatila, kiselog tipa.

Osim lave iz vulkana može izbijati i piroklastični materijal: vulkanske bombe - veći komadi lave koji prilikom hlađenja dobivaju vretenast oblik, vulkanski blokovi – zdrobljeni piroklastični materijal koji može težiti i po nekoliko tisuća tona, vulkanski prašinac ili tuf – vulkanski pepeo pomiješan s vodom te lapili – užareno kamenje veličine šljunka. Vulkanska aktivnost često je praćena popratnim pojavama, izbijanjima vodene pare, različitih plinova i kemijskih spojeva.
Fumarole su otvori iz kojih izbija vodena para, a iz solfatara izbija sumporovodik (H2S). Mofete su otvori iz kojih izbija ugljikov dioksid, CO2. Vulkanska područja često prate termalni i mineralni izvori. Gejziri su otvori iz kojih zbog visokog tlaka izbija vrela voda i vodena para. Najpoznatiji gejzir je onaj u Nacionalnom parku Yellowstone, Old Faithful.

## Podjela vulkana prema svojstvima
Vulkani se mogu svrstati po njihovim svojstvima.
Tako postoje stratovulkani ili kompozitni vulkani – vulkani sa “slojevitim” strukturama koja nastaje izmjenjivanjem izljeva lave i pepela. Kompozitni vulkani nastaju stotinama tisuća godina kroz višestruke erupcije. Zovu ih i stratovulkani i to su neki od najpoznatijih (i najopasnijih) planina na svijetu: Fuji, Rainier i Cotopaxi su samo neki od primjera strato-vulkana. Kompozitni vulkani su povezani s više odvodnih sustava koji ulaze u rezervoar magme duboko unutar Zemlje. Magma može izbiti iz nekoliko različitih otvora na kompozitnom vulkanu ili iz velikog središnjeg kratera na vrhu vulkana. Stratovulkani mogu biti i nekoliko tisuća metara visoki i oni su uzrokovali neke od najrazornijih erupcija u povijesti poput vulkana Sveta Helena čija je erupcija ostavila stotine ljudi bez domova.
Druga vrsta vulkana su vulkani u obliku štita – koji zbog izbijanja lave dobiju izgled štita (npr. Havaji, Island, Mauna Loa). Vrlo su visoki i široki te izgledaju kao štitovi iz zraka – tako su i dobili svoje ime. Lava koja se izlijeva je tanka, tako da može putovati na velike udaljenosti niz plitke padine vulkana. Nastaju polako tijekom vremena, kroz stotine erupcija koje stvaraju mnoge slojeve. Lava nakon lave izlazi iz otvora, klizi niz padine vulkana i čini vulkan većim. Ovi vulkani vrlo rijetko uzrokuju katastrofalne eksplozije. Štitasti vulkani obično rastu 5-10 km u širinu i 500 metara u visinu. Najveći štitasti vulkan u Sunčevom sustavu je Olympus Mons na Marsu i visok je 27 km iznad površine Marsa te se prostire na 550 km površine.
Treća vrsta su supervulkani – veliki vulkani koji imaju potencijalno veliku razornu moć i utjecaj na okolinu (npr. Yellowstone Caldera).
Vulkani postoje i pod morem pa tako imamo i podvodne vulkane koji nerijetko stvaraju nove otoke. (npr. Havaji).
Aktivni vulkani na Zemlji tvore vulkanske zone. Najaktivnija vulkanska zona je ona koja oktužuje Tihi ocean, još se naziva Pacifički vatreni krug. Nakon nje ona duž Središnjeg atlantskog hrbata. Okomito na te dvije zone pruža se sredozemna zona, od američkog do euroazijaskog jarka (pukotine) gdje je zabilježena velika vulkanska aktivnost s puno manjih vulkana, ali i nekih koji su malo veći (npr. Kilimandžaro)
U blizini vulkana područje je vrlo bogato rudama i termalnim izvorima, a tlo je veoma plodno, no živjeti u blizini vulkana je vrlo opasno što nam svjedoči i primjer Kratakaua – vulkanskog otoka koji je nakon 200 godina mirovanja eksplodirao, 1883. g. Ta je eksplozija raznijela veći dio otoka, ali i povećala dva susjedna otoka. Pretpostavlja se da je to bio najglasniji zvuk zabilježen u povijesti, čuo se u krugu od 5000 kilometara. Posljedice eksplozije bile su velike štete i plimni val visine 36 metara koji je uzeo 36 000 života.
Nešto slično se dogodilo i s vulkanom Mont Pele koji je uništio grad St. Pierre kada je iz kratera izbio užareni oblak s vodenom parom, sumpornom kiselinom i drugim materjalom, srušio se na grad i okolicu, potpuno uništio zgrade i polja te je 26 000 ljudi poginulo.
Tako je i planina St. Helens u američkoj saveznoj državi Washington erumpirala 1980. g, eksplozija je raznijela vrh vulkana, a uokolo su letjele stijene veličine autobusa. Pretpostavlja se da je erupcija imala snagu 500 atomskih bombi, jer su sva stabla na području od 600 četvornih kilometara sravnjena sa zemljom.
Zanimljivo bi bilo spomenuti još i Maunu Keu, vulkansku planinu na Havajima koja je, mjerena od dna Tihog oceana, visoka 10 203 metara što je za oko 2,5 km više od Mount Everesta.

## Vanjske poveznice
|  | Zajednički poslužitelj ima stranicu o temi Vulkan     |
|  | Zajednički poslužitelj ima još gradiva o temi Vulkani |